# Научно-исследовательский институт точных приборов
Научно-исследовательский институт точных приборов — советский и российский научно-исследовательский институт, основанный в 1952 году. Входит в госкорпорацию «Роскосмос», является дочерним предприятием АО «РКС».

## История
Образован на базе завода № 499 в городе Бабушкин по Постановлению Совета Министров СССР от 4 апреля 1952 г. № 1662—606. В постановлении была определена специализация предприятия — разработка и изготовление каналов радиоуправления для объектов морского и авиационного реактивного вооружения.
В 1956 году в НИИ начинается разработка аппаратуры для космической отрасли СССР. В 1958 году была разработана первая в истории командная радиолиния «МРВ-2М — БПУ-ДП» для третьего искусственного спутника СССР ИСЗ Спутник-3. Данное событие стало важнейшей вехой в истории космонавтики, так как теперь он мог получать сигналы и с Земли, что было невозможно ранее.
Коллектив НИИ-648, обладая уникальным опытом при разработках командной радиолинии для ИСЗ Спутник-3, был рекомендован Сергеем Королёвым в качестве разработчика аналогичной аппаратуры для пилотируемого корабля-спутника «Восток».
Соответствующее решение было закреплено постановлением Совета Министров СССР от 22 мая 1959 года.
В 1961 году в НИИ была разработана и изготовлена модернизированная командная радиолиния «МРВ-ВС-БКРЛ-В», обеспечивавшая полёт первого космонавта Ю. А. Гагарина на космическом корабле (КК) «Восток» 12 апреля 1961 года, при помощи которой с командно-измерительных пунктов передавались разовые команды на борт корабля.  Впоследствии командной радиолинией «МРВ-ВС-БКРЛ-В» оснащались все пилотируемые корабли «Восток» и «Восход». В НИИ-648 проделана большая работа в короткие сроки по разработке и поставке необходимых приборов для обеспечения работы бортовой аппаратуры и наземных измерительных пунктов. Новая командная радиолиния для космического корабля «Восток» в УКВ-диапазоне волн была разработана в кратчайшие сроки и обеспечила беспоисковое и бесподстроечное вхождение в связь, обладая при этом высокой помехозащищенностью от неорганизованных помех, надежностью, экономичностью и простотой в эксплуатации. Работы над командной радиолинией велись под руководством директора НИИ-648 Николая Ивановича Белова.
В 1961 году НИИ-648 награждён медалью Академии Наук СССР за запуск в Советском Союзе первого в мире искусственного спутника Земли.
В 1965 году НИИ-648 начал работы по внедрению гибридных микросхем в аппаратуру для космоса. 12 сентября 1967 года по первой совмещённой командно-программно-траекторной радиолинии «Коралл» в УКВ-диапазоне начато управление искусственным спутником Земли серии «Космос».
В апреле 1966 года НИИ-648 переименован в Научно-исследовательский институт точных приборов (НИИ ТП).
Под руководством директора НИИ Армена Сергеевича Мнацаканяна была создана система «Игла», которая впервые обеспечила автоматический поиск, ориентацию, сближение и стыковку космических аппаратов и систем приёма, обработки и распределения информации со спутников в 1967 году.
18 января 1971 г. НИИ ТП награждён орденом Трудового Красного Знамени за успешное выполнение пятилетнего плана и организацию производства новой техники. В 1976 НИИ был присвоен второй орден Трудового Красного Знамени за заслуги в создании и производстве новой техники.
В 1982 году впервые осуществлено управление космическими аппаратами через геостационарный научный спутник-ретранслятор по командно-измерительной системе.
В 1986 году базовый блок орбитальной станции «МИР» был выведен на орбиту с установленными радиотехническими комплексами системы взаимных измерений «Игла» и командно-измерительной системы «Куб».

### Текущая деятельность
В 2010 году «НИИ ТП» входит в холдинг «Российские космические системы» (РКС).
В 2016 году НИИ ТП становится центром компетенций по разработке и производству приборов на основе технологии низкотемпературной совместно обжигаемой керамики.
В 2017 году в рамках НИИ ТП Единую территориально-распределённую информационную систему дистанционного зондирования Земли (ЕТРИС ДЗЗ).
Специалисты институт ведут разработку новой системы для стыковки пилотируемых и грузовых космических кораблей к российскому сегменту МКС «Курс-МКП», которая должна заменить аналоговую аппаратуру.
Разрабатывается  радиолокатор с синтезированной апертурой «Касатка-Р», который должен стать основной целевой аппаратурой спутников радиолокационного зондирования Земли нового поколения «Обзор-Р».

## Основные направления деятельности
Научно-исследовательский институт точных приборов специализируется на производстве:
- комплексов автоматизированного управления космическими аппаратами (КА);
- радиотехнических систем взаимных измерений для поиска, сближения и стыковки космических аппаратов;
- комплексов приема, обработки, распределения и доведения до потребителей информации дистанционного зондирования Земли;
- комплексов планирования работы космических аппаратов дистанционного зондирования Земли;
- радиолокационных систем наблюдения Земли самолетного и космического базирования;
- радиотехнических комплексов для низкоорбитальных спутниковых систем связи;
- широкополосных систем передачи высокоскоростной информации, в т.ч. с космических аппаратов;
- ультразвуковой медицинской аппаратуры.

## Санкции
20 июля 2023 года, на фоне вторжения России на Украину, институт попал в санкционный список США «в отношении лиц, поддерживающих войну России против Украины». 1 июля 2023 года компания попала в санкционный список Украины

## Скандалы
В марте 2021 г. Четвертым управлением МВД было возбуждено уголовное дело по ст. 159 ч. 4 УК (мошенничество в особо крупном размере) против бывшего заместителя генерального директора НИИТП Константина Егорова и генерального директора ООО «Дайтехнолоджи» Павла Авдеева.
В мае 2021 г. следственный комитет РФ возбудил уголовное дело по статье 285 УК (злоупотребление должностными полномочиями) в отношении бывшего генерального директора НИИТП Александра Люхина, который обвиняется в фиктивном трудоустройстве своей знакомой Елены Горбачевой, не имевшей ни среднего специального,  ни высшего профильного образования, на должность своего заместителя по финансам с ежемесячной зарплатой более чем 900 тыс. руб.

## Руководство
Директора
- Стасть Петр Зиновьевич (1953—1954)
- Белов, Николай Иванович (1955—1961)
- Мнацаканян, Армен Сергеевич (1961—1977)
- Шишкин Олег Николаевич (1977—1981)
- Чуркин Анатолий Васильевич (1981—1987)
- Шишанов Анатолий Васильевич (1994—2019)
- Люхин Александр Викторович (2019—2021)